# Vauro
Vauro Senesi, souvent appelé Vauro, est un auteur de bande dessinée, éditeur et acteur italien, qui participe également à des émissions de télévision. Né le 14 mars 1955 à Pistoia, il est connu en Italie pour ses dessins satiriques.

## Biographie
Vauro, élève de Pino Zac, co-fonde avec lui en 1978 le magazine Il Male. De 1986 à 2006, Vauro collabore régulièrement avec Il Manifesto. Ses dessins sont publiés dans des périodiques italiens influents : Satyricon, Linus, Cuore (periodico) (it), Il Quaderno del Sale, L'Écho des savanes, El Jueves, Il Diavolo, Corriere della Sera et Smemoranda (it). Il exerce comme directeur de l'hebdomadaire satirique Boxer (periodico) (it).
En 1994, en raison d'un dessin publié dans Il Venerdì, la sénatrice Elisabetta Casellati porte plainte contre lui et contre le directeur de publication. Vauro est acquitté définitivement en 1998. En 1997, le tribunal de Rome le condamne pour outrage à la religion catholique en raison d'une vignette considérée comme injurieuse publiée dans le quotidien Il Manifesto.
À partir de septembre 2006, il intègre l'émission d'information Annozero (it) à la télévision, animée par Michele Santoro : on y présente une courte bande dessinée réalisée durant l'émission. Fin 2006, il participe à l'exposition de vignettes satiriques MafiaCartoon organisée par l'ARCI. En 2008, toujours avec la même organisation, il figure dans des expositions à Agrigente en Sicile.
Le 15 avril 2009, la Rai le suspend d'AnnoZero à cause d'une vignette présentée durant l'émission. Cette vignette satirique est considérée comme une grave offense envers le respect dû aux défunts et incompatible avec la mission d'un service public. Le dessin évoquait deux évènements, le séisme du 6 avril 2009 à L'Aquila et la publication d'un décret prévu par le gouvernement Berlusconi sur l'extension des surfaces habitables.
Cette suspension entraîne des protestations, de la part de personnalités tant civiles, comme Beppe Grillo, que politiques, comme Dario Franceschini, Antonio Di Pietro et Paolo Ferrero (respectivement secrétaires des partis Démocrate, Italia dei Valori et Partito della Rifondazione Comunista Sabina Guzzanti, qui remplace Vauro dans les dernières minutes de l'émission, instruit le « procès » des dessins sous forme d'une parodie en faveur de l'artiste durant l'épisode suivant d'Annozero. Vauro n'est suspendu qu'une seule émission avant de réintégrer le programme.
À partir de 2011, Vauro est acteur de l'émission Servizio pubblico (programma televisivo) (it) de Michele Santoro sur LA7. Début octobre 2011, il s'associe avec le dessinateur Vincino pour relancer la publication d'Il Male. En 2012, il donne une exposition personnelle, Vauro in mostra! chez Paola Raffo Arte Contemporanea de Pietrasanta, où il expose les dessins réalisés durant les émissions d'Annozero. Fin septembre 2012, Vauro abandonne Il manifesto pour collaborer avec il Fatto Quotidiano. À partir de septembre 2017, il tient chaque vendredi la rubrique Il Vauro che tira durant l'émission L'aria che tira (programma televisivo) (it) dirigée par Myrta Merlino sur LA7.
Vauro a exercé comme dessinateur et journaliste pour PeaceReporter (it). Il participe à l'information et la communication de l'organisation non gouvernementale Emergency.

## Œuvres
- Mille e non più 1000, con Massimo Bucchi. Daga ed., 1989
- La satira alla guerra. Manifestolibri, 1991
- Vita e morte della DC. Manifestolibri, 1992
- Foglio di via. Manifestolibri, 1994
- Droghe leggere. Nuovi Equilibri, 1994.  (ISBN 8872261651) (Testo online)
- Il papa è morto. Baldini Castoldi Dalai editore, 1997.  (ISBN 888089286X)
- La satira dopo l'Ulivo. Il meglio dello svignettamento di Vauro. Datanews, 1998.  (ISBN 8879811053)
- L'ulivo santo. Massari, 1999
- L'ONU santo: 120 vignette della serie non ci resta che ridere. Massari, 1999.  (ISBN 8845701514)
- Afghanistan anno zero, con Giulietto Chiesa. Guerini, 2001.  (ISBN 8883352424)
- Appunti di guerra. Pensieri e vignette di un mese sotto le bombe. Terre di Mezzo Editore, 2001.  (ISBN 8888424121) (Premio Pieve - diario del presente, 2002)
- Premiata macelleria Afghanistan. Vignette dalla guerra. Zelig, 2002.  (ISBN 8887291721)
- Sciusciò. Dal Raggio Verde a Sciuscià edizione straordinaria, con Sandro Ruotolo. Zelig, 2002.  (ISBN 8887291861)
- Scuolabus, con Geraldina Colotti. MC, 2003.  (ISBN 8888432094)
- Principessa di Baghdad. Guerini e associati, 2003.  (ISBN 888335432X)
- Come non sopravvivere a un altro anno di merda, con Johnny Palomba. 2004.  (ISBN 8838475199)
- Antologica 1993-2002. Squilibri, 2004,  (ISBN 8889009063)
- I peggiori crimini del comunismo, con Giulietto Chiesa. Piemme, 2004.  (ISBN 8838481296)
- Il NostraVaurus, con Johnny Palomba. Piemme, 2005.  (ISBN 883846197X)
- Papeide. Un papa tira l'altro. Piemme, 2006.  (ISBN 8838486786)
- Clandestino. 20 anni di vignette sull'immigrazione. Terre di Mezzo Editore, 2006.  (ISBN 8889385715)
- Il libretto rosso, ovvero La cazzata Potiomkin, con Giulietto Chiesa. Piemme, 2006.  (ISBN 8838486697)
- Kualid che non riusciva a sognare. Piemme, 2007.  (ISBN 9788838468483)
- Il mago del vento. Piemme, 2008.  (ISBN 9788856602029)
- La destra, la sinistra, la Chiesa, Manifestolibri, 2009,  (ISBN 9788872855768)
- Italia Anno Zero, con Marco Travaglio e Beatrice Borromeo. Chiarelettere, 2009.  (ISBN 9788861900516)
- Sangue e cemento, con Marco Travaglio. Editori Riuniti, 2009.  (ISBN 9788835980100)
- La scatola dei calzini perduti. Piemme, 2009
- Farabutto. Piemme, 2010  (ISBN 9788856614527)
- Gianpiero Caldarella (a cura di), Le rughe sulla frontiera. Lampedusa: restiamo umani!, Navarra Editore, Palermo, 2011.  (ISBN 978-88-95756-59-2)
- Il respiro del cane, Piemme, Milano, 2011.  (ISBN 978-88-566-1032-1)
- Sciacalli. Satira per tempi di merda, Piemme, 2012,  (ISBN 978-88-566-3113-5)
- Critica della ragion satirica, Piemme, 2013,  (ISBN 978-88-566-3258-3)
- Storia di una professoressa, Piemme, 2013,  (ISBN 978-88-566-2675-9)
- Toscani innamorati, Piemme, 2014,  (ISBN 978-88-566-4055-7)
- Tuttovauro, Piemme, 2015,  (ISBN 978-88-566-5004-4)
- Buongiorno professoressa, Piemme, 2016,  (ISBN 978-88-566-5641-1)